# Readmisja (prawo)
Readmisja (łac. re - powtórnie, admissio - przyjmowanie)  jest terminem  prawa międzynarodowego i uzgodnien m.in. konwencji dublińskiej, które umożliwia odsyłanie migrantów, którzy nielegalnie przekroczyli granice, do państwa z którego przybyli.  
Readmisja jest możliwa na podstawie umów międzynarodowych zarówno dwu- jak i wielostronnych. Polska podpisała umowy o readmisji m.in. z Niemcami, Czechami, Słowacją, Ukrainą, Białorusią (1993), Grecją (1995) oraz Słowenią (1996). Unia Europejska podpisała kilkanaście umów o readmisji zarówno z krajami graniczącymi, jak i odległymi.

## Readmisja uproszczona
Readmisja uproszczona polega na przyjęciu z powrotem bez uprzedniego złożenia wniosku strony umowy, obywatela państwa trzeciego lub osoby nie posiadającej obywatelstwa żadnego z państw, która nielegalnie przekroczyła wspólną granicę, jeżeli od chwili nielegalnego przekroczenia granicy państwowej nie upłynęło 48 godzin.